# Roterugn

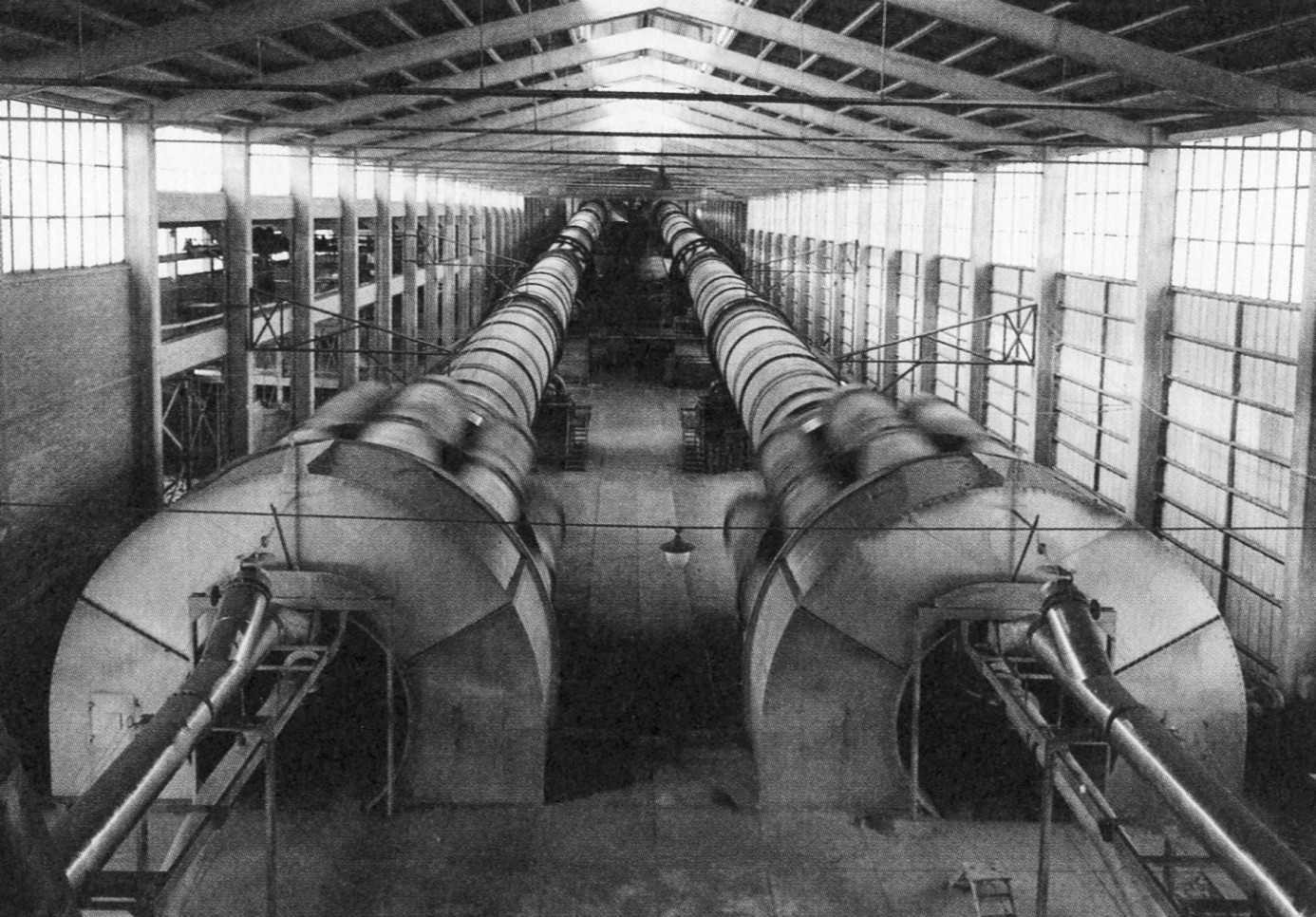
De båda roterugnarna vid Stora Vika cementfabrik.

En roterugn är en ugn i form av ett långt roterande rör som patenterades år 1885 och som används bland annat för torkning,  cementtillverkning, smältning av metaller och ombränning av mesa. Röret lutar för att materialet själv skall transporteras genom detsamma. De varma rökgaserna införs ofta motströms i ugnen mot materialet. Roterugnar för cementtillverkning lutar vanligtvis cirka 3° och roterar med ungefär ett varv per minut.
De tre första roterugnarna i Sverige togs i bruk år 1902 vid cementfabriken i Klagshamn i Skåne. Vid cementfabriken i Limhamn togs 30 meter långa roterugnar i drift år 1908, vilka år 1916 ersattes med 75 meter långa roterugnar och som i sin tur ersattes år 1938 med 145 meter långa roterugnar.